# Дмитрушківська сільська територіальна громада
Дмитру́шківська сільська територіальна громада — територіальна громада в Україні, в Уманському районі Черкаської області. Адміністративний центр — село Дмитрушки.
Площа громади — 309,3 км², населення — 10 023 особи (2023).
Утворена 15 травня 2018 року шляхом об'єднання Гереженівської, Гродзівської, Дмитрушківської, Пугачівської, Собківської та Старобабанівської сільських рад Уманського району. 
Згідно з розпорядженням Кабінету Міністрів України від 12.06.2020 № 728-р до складу громади були включені Добровідська, Косенівська, Степківська, Сушківська і Танська сільські ради Уманського району.
У 2020 році до складу громади ввійшло ще 6 сіл. 

## Поділ
Згідно із Законом України «Про внесення змін до деяких законів України щодо розвитку інституту старост» 27 жовтня 2021 року рішенням сесії сільської ради утворено 9 старостинських округів: 
- Гереженівський старостинський округ з центром у селі Гереженівка;
- Гродзевський старостинський округ з центром у селі Гродзеве;
- Доброводівський старостинський округ з центром у селі Доброводи;
- Косенівський старостинський округ з центром у селі Косенівка;
- Пугачівський старостинський округ з центром у селі Пугачівка;
- Собківський старостинський округ з центром у селі Собківка, до складу якого входить також село Степківка;
- Старобабанівський старостинський округ з центром у селі Старі Бабани;
- Сушківський старостинський округ з центром у селі Сушківка, до складу якого входить також село Заячківка;
- Танський старостинський округ з центром у селі Танське.

## Склад
До складу громади входять:
| Населений пункт    | Населення, осіб (1989) | Населення, осіб (2001) | Населення, осіб (2023) |
| ------------------ | ---------------------- | ---------------------- | ---------------------- |
| Гереженівка, село  | 914                    | 778                    | 724                    |
| Гродзеве, село     | 952                    | 757                    | 676                    |
| Дмитрушки, село    | 2099                   | 2044                   | 1971                   |
| Доброводи, село    | 1238                   | 975                    | 789                    |
| Заячківка, село    | 259                    | 211                    | 168                    |
| Косенівка, село    | 1255                   | 1089                   | 780                    |
| Пугачівка, село    | 680                    | 652                    | 556                    |
| Собківка, село     | 986                    | 855                    | 732                    |
| Старі Бабани, село | 2095                   | 1859                   | 1472                   |
| Степківка, село    | 476                    | 435                    | 296                    |
| Сушківка, село     | 1452                   | 1248                   | 1093                   |
| Танське, село      | 1162                   | 980                    | 766                    |